# Holograma multicolor

Descomposición de la luz.

El holograma multicolor, de arco iris o Benton es un tipo de holograma inventado en 1968 por el Dr. Stephen A. Benton con la ayuda de Polaroid Corporation (que sería más tarde el MIT). Los hologramas de arco iris están diseñados para verse bajo una iluminación hecha con luz blanca, en lugar de la luz láser. El proceso de grabación de la holografía arcoíris utiliza una grieta horizontal para eliminar el paralaje vertical en la imagen de salida, lo cual reduce en gran medida el desenfoque espectral y preserva la tridimensionalidad para la mayoría de los observadores. Así pues, un espectador cuando mueve la cabeza hacia arriba y abajo ante un holograma ve colores espectrales en forma de arco iris, variando los colores dependiendo de las diferentes perspectivas verticales.
Puesto que los efectos visuales a partir de la perspectiva se reproducen a lo largo de un solo eje, el sujeto holográfico aparecerá estirado o aplastado cuando el holograma no se vea a una distancia óptima. Esta distorsión puede pasar desapercibida cuando no hay mucha profundidad, pero puede ser severa cuando la distancia del sujeto desde el plano del holograma es muy considerable.

## Historia de la holografía

### 1947
Mientras la tecnología intentaba mejorar el microscopio electrónico estándar, el científico británico/húngaro Dennis Gabor inventó la teoría de la holografía. Su teoría la describe como una imagen tridimensional siguiendo un patrón de información codificado en un haz de luz que puede almacenarse en una película fotográfica.
La invención de Gabor requiere un instrumento que pueda producir un haz de luz bastante alta con una longitud de ola fija. Estas características definen la distancia sobre la cual la luz mantiene una sola frecuencia, una característica necesaria para producir un patrón de interferencia estable. La longitud de la luz se correlaciona con la profundidad de la escena en que se puede grabar en el holograma.
Sin embargo, la luz solar y la luz de fuentes convencionales del momento contenían una longitud de ola demasiado grande y no eran bastante precisas en su aplicación para representar la teoría de Gabor a la realidad.

### 1960
El físico estadounidense Theodore Maiman construye el primer láser de rubí pulsado (acrónimo de Light Amplification by Stimulated Emission of Radiation), un dispositivo el cual gracias a la amplificación óptica genera una luz pura e intensa. La invención de Maiman no solo proporciona una fuente de luz adecuada para la teoría de Gabor, sino que el láser de rubí pulsado demuestra ser específicamente relevante para los retratos holográficos del futuro debido a que al láser proporciona  una excepcionalmente corta (unos pocos nano según) y potente emisión de luz, la cual permite la captura de acontecimientos de alta velocidad.

### 1962
Yuri N. Denisyuk, físico de la URSS, combina su trabajo del diseño de óptica instrumental con el trabajo del premio Nobel de 1908, de Gabriel Lippmann, de fotografía en color para crear el reflejo de un holograma a partir de luz blanca. Sin darse cuenta del trabajo de Gabor, el físico soviético crea un holograma que se puede ver a la luz de una bombilla ordinaria pero que carece de profundidad real.

### 1963
Por primera vez, la holografía se convierte en  una realidad. Emmett Leith y su colega júnior, Jures Upatnieks, toman conciencia de las similitudes entre sus trabajos relacionados con el radar en la Universidad y la teoría de holografía de Míchigan y Gabor. Intrigados, proceden a duplicar la teoría de Gabor mediante el uso de una "técnica fuera del eje", la cual consiste al hacer una lectura lateral, usando un láser como fuente de luz. Da como resultado la primera transmisión láser holograma de un objeto tridimensional (un tren de juguete y un pájaro). Aunque el holograma de transmisión produce una imagen clara con una profundidad realista, se requiere una luz láser para ver la imagen holográfica.

Difracción de un láser.

### 1966
Leith y Upatnieks colaboran con el fotógrafo Fritz Goro para crear un nuevo holograma. En comparación con el holograma del tren de juguete y el pájaro, Goro concibe una imagen dramática que consiste en sólidos geométricos. Tanto el diseño del tema como el uso de la placa fotográfica emprada, más grande que la media y que captura una perspectiva más amplia, crea una mayor sensación de tridimensionalidad que los hologramas anteriores. Es el primer holograma diseñado deliberadamente para poder demostrar la capacidad del medio para mostrar objetos de diferentes ángulos y, por lo tanto, enfatiza sus propiedades de almacenamiento de información.

### 1967
Con el éxito técnico viene la exploración comercial del potencial de la holografía, liderada primero por Conductron Corporation a Ann Arbor, Míchigan. La comisión de Kingsport`s Press de 500,000 hologramas de transmisión láser para su Anuario de Ciencias de 1967 (una perspectiva de transmisión de cuatro por tres pulgadas de piezas de ajedrez en un tablero, visto con una linterna a través de un filtro rojo suministrado) se convierte en el primer holograma comercial importante en la producción en masa.
Aquel mismo año, Larry Siebert, que trabaja en Conductron, utiliza un láser pulsado de diseño propio para producir el primer holograma de una persona. A partir de aquel año, la compañía ayuda a la exploración de artistas de la holografía. En años futuros, artistas como Bruce Nauman y Salvador Dalí conciben y ejecutan hologramas en colaboración con Conductron.
T.A. Shankoff y K.S. Pennington introducen la gelatina dicromada como un medio de grabación holográfica. Esto permite la grabación de un holograma en cualquier superficie clara y no porosa.

### 1968
Stephen Benton inventa la holografía de transmisión de luz blanca, también llamada holografía de arco iris, en los laboratorios de investigación Polaroid. El nombre deriva del espectro del arco iris de luz blanca que es evidente en el holograma. Este tipo particular de holografía es visible en luz ordinaria gracias al brillo de su imagen y profundidad, pronto se convierte en el preferido por el público y por diferentes artistas.

### 1970
Conductron cierra sus instalaciones de láser pulsado debido a dificultades financieras durante la recesión. Cross y Pethick desarrollan un sistema de tabla de arena que ahorra costes para hacer hologramas que otorgan estabilidad sin el uso de costosas tablas de aislamiento. Esto revoluciona la disponibilidad de instalaciones para forofos y artistas, haciendo que la holografía sea comercialmente más factible.

### 1971
Gabor recibe el premio Nobel de Física "por su invención y desarrollo del método holográfico al 1947".
Cross y Pethick fundan la primera Escuela de Holografía en San Francisco.

## La luz
Artículo completo: La luz
La luz es la forma de transmisión de la radiación dentro de una cierta porción del espectro electromagnético. La palabra generalmente se refiere a la luz visible, que es la porción del espectro que puede ser percibida por el ojo humano. La luz visible generalmente es determinada por unas longitudes de ola en el rango de 400–700 nanómetros (nm), entre el infrarrojo (con longitudes de ola más largas) y el ultravioleta (con longitudes de ola más cortas). Esta longitud de ola significa un rango de frecuencia de aproximadamente 430–750 terahercios (THz).
En física, el término luz a veces se refiere a la radiación electromagnética de cualquier longitud de ola, ya sea visible o no. En este sentido, los rayos gamma, rayos X, microondas y olas de radio también son ligeros. Cómo todos los tipos de radiación ME (electromagnética), la luz visible se propaga como olas. Sin embargo, la energía impartida por las olas se absorbe en lugares únicos de la forma en que se absorben las partículas. La energía absorbida de las olas ME se llama fotón y representa la cuantía de luz. Cuando una ola de luz se transforma y se absorbe como un fotón, la energía de la ola colapsa instantáneamente en una sola ubicación, y esta ubicación es donde "llega" el fotón. Esto es el que se llama colapso de la función de ola. Esta naturaleza dual de luz de ola y partículas se conoce como dualidad ola-partícula. El estudio de la luz es conocido con el nombre  de óptica.

Descomposición de la luz blanca a través de un prisma.

### Propiedades
La velocidad de la luz en el vacío suele recibir el símbolo C. Es una constante universal que tiene el valor
{\displaystyle c=3x10^{10}cm/segon}
La velocidad de la luz en un medio es generalmente menor que esto. Normalmente, el término "velocidad de la luz", sin calificación adicional, se refiere a la velocidad en el vacío.
Una ola se puede caracterizar por su longitud de ola, pero también podemos caracterizarla por la frecuencia (cuántas longitudes de ola pasan un punto fijo en un momento dado. Ejemplo: una persona desde el muelle observando cuántas oleadas pasan en un solo minuto) y por la energía que transporta (Ejemplo: la fuerza con la que una ola impacta contra el espigón) Para las olas de luz, la relación entre la longitud de ola λ (generalmente denotada por el griego "lambda"), la frecuencia ν (generalmente denotada por el griego "nu") y la energía E es
{\displaystyle E=h\nu ={\frac {hc}{\lambda }}}
donde c es la velocidad de la luz y h es otra constante universal (constante de Planck) que tiene los valores
{\displaystyle h=4.135\times 10^{-15}eVsec=6.625\times 10^{-27}ergsec}
Por lo tanto, estas ecuaciones nos permiten establecer una relación entre frecuencia, longitud de ola y energía para las olas electromagnéticas.

### Espectro visible
La luz visible es una forma de radiación electromagnética (ME), igual que las olas de radio, la radiación infrarroja, la radiación ultravioleta, los rayos X y las microondas. En general, la luz visible se define como las longitudes de ola que son visibles para la mayoría de los ojos humanos. Quizás la característica más importante de la luz visible es el color. El color es tanto una propiedad inherente de la luz como un artefacto del ojo humano. Los objetos no tienen color, más bien emiten luz que parece ser un color. En otras palabras, el color existe solo en la mente del espectador. Nuestros ojos contienen células especializadas, denominadas conos, que actúan como receptores sintonizados a las longitudes de ola de esta banda estrechada del espectro ME. La luz en el extremo inferior del espectro visible, que tiene una longitud de ola más larga, aproximadamente 740 nm, se ve como roja; la luz en el medio del espectro se ve verde; y la luz en el extremo superior del espectro, con una longitud de ola de aproximadamente 380 nm, se ve como violeta. Todos los otros colores que se perciben son mezclas de estos colores.
Cuando se divide la luz en un espectro, generalmente se ve uno de los tres tipos básicos de espectro, dependiendo de la naturaleza de la fuente. El astrónomo alemán Gustav Kirchoff, durante la década del 1850, descubrió la razón de estos diferentes tipos de espectros. Explicó que los tres tipos básicos de espectros provienen de tres situaciones diferentes.
| Color    | Longitud de ola | Frecuencia  | Energía del fotón |
| -------- | --------------- | ----------- | ----------------- |
| Lila     | 380–450 nm      | 680–790 THz | 2.95–3.10 eV      |
| Azul     | 450–485 nm      | 620–680 THz | 2.64–2.75 eV      |
| Cian     | 485–500 nm      | 600–620 THz | 2.48–2.52 eV      |
| Verde    | 500–565 nm      | 530–600 THz | 2.25–2.34 eV      |
| Amarillo | 565–590 nm      | 510–530 THz | 2.10–2.17 eV      |
| Naranja  | 590–625 nm      | 480–510 THz | 2.00–2.10 eV      |
| Rojo     | 625–740 nm      | 405–480 THz | 1.65–2.00 eV      |

#### Espectro continuo
Los sólidos, líquidos y gases densos emiten luz de todas las longitudes de ola, sin espacios.

#### Espectro emissor
Los gases ligeros emiten luz de unas pocas longitudes de ola.

#### Espectro de absorción
Si hay una fuente de luz detrás, un gas ligero absorberá la luz de las mismas longitudes de ola que emite.

Espectro de la luz visible según sus características.

## El Arco Iris
Artículo completo: Arco Iris

### Fenomenología
El arco iris se define como una proyección de dos elementos físicos (luz y agua), interactuando en la naturaleza que se manifiesta en un momento, con la capacidad de aparecer y desaparecer dependiente de varias condiciones de unión (es decir,  dependiendo de los ángulos matemáticos con los que inciden).
Desde una perspectiva humana, el arco iris entra a través del ojo, creando un espacio multicolor en nuestro propio mundo interior personal. Se podría decir que el arco iris es una de las proyecciones más profundas de la facultad humana para imponer la humano imaginación sobre la naturaleza. El ojo humano está perfectamente diseñado para ser receptivo a esta manifestación óptica.

### Comportamiento en la naturaleza
El arco iris es tanto un fenómeno óptico como meteorológico. Se dice que aparece cuando la luz entra en muchas gotas de lluvia desde una dirección y se refleja desde detrás de su superficie haciendo que la luz blanca se divida en sus longitudes de ola separadas. Esta manifestación particular de la luz se llama difracción y ocurre no solo cuando el sol se encuentra con la lluvia, sino también cuando la luz entra en contacto con otros elementos en sus diferentes estados. Por ejemplo, esto también ocurre en hielo, cristales e incluso ciertas plumas o conchas de insectos. A medida que seexplora nuestro planeta, es difícil ignorar las propiedades ópticas prismáticas de la naturaleza, como la forma en que la luz juega en el paisaje y sus superficies, lo cual hace el mundo del color posible.

### Territorialidad
Una característica muy singular del arco iris es que parece no tener una territorialidad, o en otras palabras, que no parece estar materialmente fundamentado en ningún sitio. En cambio, parece desvanecerse y aparecer cuando y donde quiera, y esto ha sido demostrado erróneo por la ciencia; una mente advertida podría incluso adivinar donde estaría el arco iris aparecer después de la lluvia.
La particularidad de estos fenómenos es que no parecen tener un territorio adjudicado por defecto. El arco iris, de hecho, es en realidad el resultado tanto de la posición de los rayos solares y la posición de las gotas de lluvia de tal manera que hagan que el arco iris se pueda ver.
Como que la luz blanca (que contiene todas las longitudes de ola de color) está en todas partes, el arco iris también lo está. Sin embargo, solo se manifiesta bajo un cierto punto de vista, en realidad no existe en todas partes. Es por eso que existe la famosa leyenda de la caldera de oro al final del arco. Nadie lo ha encontrado nunca porque cada vez que cambias el punto de vista respeto el arco este se mueve, siendo imposible llegar nunca a su extremo. Tal vez la territorialidad del arco iris solo reside en nuestras mentes. Es entonces cuando sería interesante preguntar: el arco iris existe independientemente de ser presenciado? Hasta donde se sabe, los arco iris han existido por siempre jamás en nuestro planeta, anteriores a la capacidad de nuestra especie para presenciarlos. Por ejemplo, desde el punto de vista de uno observando extraterrestre nuestro planeta durante la era de hielo, podemos imaginar que puede haber sido testigo de nuestro mundo congelado actuando como un elemento óptico en conjunto con el rayos del sol, y además puede haber sido capaz de percibir una gran luz reflejando en forma de arco iris.

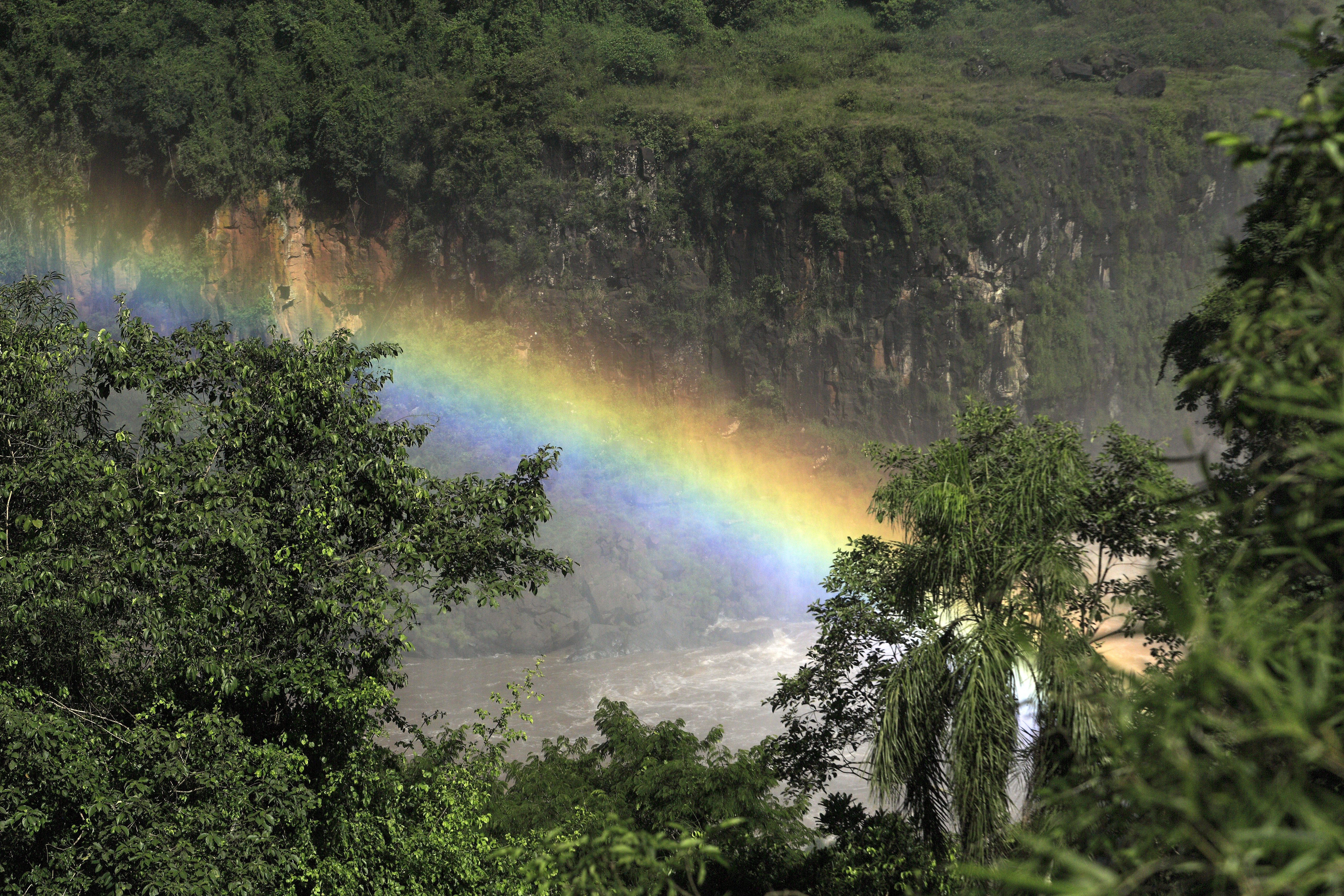
Demostración del Arco Iris en la naturaleza.

### Interpretación científica
El estudio de la luz ha proporcionado muchos conocimientos al ámbito de la ciencia. A través de la acción del arco iris, el núcleo de la luz revela su espectro, pero solo una parte de su información es visible. Ahora, por lo tanto, se puede confirmar que el espectro electromagnético que contiene infraroigs, ultravioleta, microondas y rayos X, así como la luz visible.
Al analizar el espectro, los científicos han descubierto finas capas de sombra a cada color. Estas fueron denominadas las líneas Fraunhoffer. Esto fue el descubrimiento que ayudó a identificar los elementos particulares que estaban contenidos en el sol, haciendo que obtuvieran el conocimiento de que están hechas las estrellas y, por lo tanto, el planeta Tierra.

## Holograma
Artículo completo: Holografía
Un holograma es una grabación en un medio bidimensional o tridimensional del patrón de interferencia formado cuando una fuente puntual de luz (el fajo de referencia) de longitud de ola fija encuentra luz de la misma longitud de ola fija que llega desde un objeto (el fajo del objeto). Cuando el holograma es iluminado solo por el fajo de referencia, el patrón de difracción recrea los frentes de ola de la luz del objeto original, por lo tanto, el espectador ve una imagen indistingible del original objeto.Hay muchos tipos de hologramas, y hay diferentes maneras de clasificarlos pero la más habitual es: hologramas de reflexión y hologramas de transmisión.

### Holograma de reflexión
El holograma de reflexión, en el cual se ve una imagen verdaderamente tridimensional cerca de su superficie, es el tipo más común que se muestra en las galerías. El holograma está iluminado por un "punto" de color blanco, luz incandescente, sostenida en un ángulo y distancia específicos y situada en el lado del espectador. Por lo tanto, la imagen consiste en luz reflejada por el holograma.
Aun así, aunque los hologramas producidos en masa, como el águila a la tarjeta VISA, se ven con luz reflejada, en realidad son hologramas de transmisión emmirallats con una capa de aluminio encima.

### Holograma de transmisión
El holograma de transmisión típico se ve con luz láser, generalmente del mismo tipo utilizado para hacer su grabación. Esta luz se dirige desde detrás del holograma y se transmite la imagen ante el observador. La imagen virtual puede ser muy nítida y profunda. Dependiendo de la ubicación de la pieza se observa una perspectiva diferente. Además, si un rayo láser no desviado se dirige ninguno atrás (en relación con la dirección del fajo de referencia) a través del holograma, se puede proyectar una imagen real en una pantalla situada en el posición original del objeto.

### Hologramas híbridos
Entre los hologramas de transmisión y reflexión se pueden crear varias combinaciones dando como resultado muchas posibilidades de híbridos.

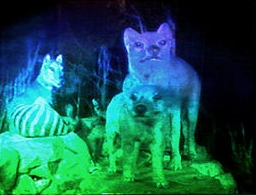
Holograma arco iris.

#### Hologramas integrales
Se puede hacer un holograma de transmisión o reflexión a partir de una serie de fotografías (generalmente transparencias) de un objeto, que puede ser una persona en vivo, una escena al aire libre, un gráfico de computadora o una imagen de rayos X. En general, el objeto es escaneado por una cámara, grabando así muchos puntos de vista. Cada vista se muestra en una pantalla LCD iluminada con luz láser y se utiliza como el fajo del objeto para grabar un holograma en un apretón echa vertical de placa hologràfica (holoplate). La siguiente vista se registra de manera similar en una tira adyacente, hasta que se graben todas las vistas. Al ver el acabado holograma compuesto, los ojos izquierdo y derecho ven imágenes de diferentes hologramas estrechos; y así es como se observa una imagen estereoscòpica. Recientemente, se han utilizado cámaras de vídeo para la grabación original, lo cual permite manipular las imágenes mediante el uso de una computadora.

#### Interferometria holográfica
Los cambios microscópicos en un objeto pueden ser mesurados cuantitativamente haciendo dos exposiciones en un objeto cambiante. Las dos imágenes interfieren entre sí y se pueden ver franjas en el objeto que revela el desplazamiento del supuesto vector en movimiento. A la interferometria holográfica en tiempo real, la imagen virtual del objeto se compara directamente con el objeto real. Incluso los objetos invisibles, como el calor o las olas de choque, pueden hacerse visibles. Existen innumerables aplicaciones de ingeniería en este campo de la holometría.

#### Hologramas generados por computadora
En la actualidad, con los adelantos científicos, las matemáticas de la holografía ahora se comprenden bien. Esencialmente, hay tres elementos básicos en la holografía: la fuente de luz, el holograma y la imagen. Si dos de los elementos están predeterminados, se puede calcular el tercero.
Por ejemplo, si sabemos que tenemos un haz de luz paralelo de cierta longitud de ola y tenemos un sistema de "doble rendija" (un simple "holograma"), podemos calcular el patrón de difracción. Además, conociendo el patrón de difracción y los detalles del sistema de doble rendija, nosotros podemos calcular la longitud de ola de la luz. Por lo tanto, se puede crear cualquier patrón que queramos ver. Después de decidir qué longitud de ola usaremos para la observación, el holograma puede ser diseñado por una computadora. Esta holografía generada por computadora (CGH) se ha convertido en una técnica que está creciendo rápidamente. Por ejemplo, CGH se usa para hacer elementos ópticos holográficos (HOE) para escanear, dividir, enfocar y, en general, controlar la luz láser en muchos dispositivos ópticos, como un reproductor de CD común.

#### Hologramas multicanal
Con cambios en el ángulo de la luz de visualización en el mismo holograma, se pueden observar escenas completamente diferentes. Este concepto tiene un enorme potencial para memorias informáticas masivas.

#### Hologramas en relevo
Para producir en masa hologramas baratos para aplicaciones de seguridad, como el águila en las tarjetas VISA, se presiona un patrón de interferencia bidimensional sobre láminas de plástico delgadas. El holograma original generalmente se graba en un material fotosensible llamado fotorresistente. El desarrollo del holograma consiste al crear surcos a su superficie. Se deposita una capa de níquel en este holograma y después se eleva, dando como resultado una "cuña" metálica. Se pueden producir más cuñas secundarias a partir de la primera. La cuña se coloca en un rodillo. Bajo alta temperatura y presión, la cuña presiona (estampa) el holograma sobre un rollo de material compuesto similar al BoPET (bopet).

## Funcionamiento de la holografía

### Grabado
El proceso empieza grabando un holograma maestro, o H1, a una distancia del objeto que suele ser bastante más grande que el utilizado para la apertura total de las transferencias. Veremos que el espacio entre de objeto y H1, Dobj1, determinará la distancia de visualización óptima, Dvista, junto con toda la referencia y distancias de fajo de proyección, y tendrán que tenerse en cuenta cuidadosamente. Podemos imaginar que cada área pequeña de la placa graba una vista única siguiendo la perspectiva de la escena correspondiente a su ubicación, de arriba abajo y de lado a lado.

### Transferencia

Esquema de funcionamiento.

Nuevamente, la H1 se ilumina a partir de la suma de fases (o al menos conjugación de fase aproximada) que provienen de un fajo de iluminación (a veces dicho el "fajo de proyección") a través de su superficie posterior en un dirección opuesta a la del fajo de referencia. La convergencia de la proyección también puede coincidir con la divergencia del fajo de referencia o no. La transferencia del holograma, o H2, ahora se coloca representarla imagen del objeto real (que es pseudoscopio), lo cual hace que la profundidad máxima de la imagen sea tan pequeña como sea más práctico. Se introduce un fajo de referencia en un ángulo, θref2, generalmente desde bajo, y desde una distancia, Dref2, que es como tan grande como lo permita la tabla.

### Visualización de la H2
La H2 ahora se puede iluminar desde arriba y desde detrás con una fuente puntual monocromática con la misma longitud de ola con la cual se grabó. La iluminación está en la dirección opuesta al fajo de referencia, y la distancia de la fuente es tan grande como sea posible para acercarse lo más posible a la iluminación de fase conjugada. Podemos considerar la salida de la H2 de dos maneras: como una imagen de la imagen real proyectada por la H1 o como una imagen de la ranura en la H1. Cada punto de vista produce sus propios conocimientos sobre el proceso de imagen. La H2 produce una imagen pseudoscópica del que haya sido la exposición de su objeto, que en si era una imagen pseudoscópica del objeto original. "Dos pseudo hacen un orto", cómo hemos visto antes, de forma que una imagen de lectura correcta es el resultado final de visualización. Es visible desde la dirección de la imagen de lo agrieta H1, como antes, pero ahora tenemos que considerar esta imagen de la grieta con más detalle. La imagen real o aérea de lo agrieta H1 se forma a una distancia bastante grande de la H2, y su ubicación es bastante sensible a la exactitud de la conjugación de fase de la iluminación en relación con el fajo de referencia. En general, para las longitudes de fajo más largas disponibles en tablas prácticas, la imagen de grieta está aproximadamente 1.5x tan lejos de la H2 como lo estaba la H1 durante la exposición.

## Holograma Benton
Los hologramas y los arcoíris comparten independientemente características similares existentes debido a la interferencia de la luz a través de la difracción óptica. El holograma en realidad se convierte en el elemento que difracta la luz, como un millón de gotas de lluvia. El holograma tiene la habilidad para expresarse al espectador a través de una imagen decodificada con luz tal como aparece y desaparece de manera deliberada pero no territorial. El holograma del arco iris permite humanos para expresarse de una manera puramente metafísica.
La holografía del arco iris o Benton es esencialmente un elemento óptico holográfico que registra un sujeto. Un holograma de arco iris usa el mismo proceso que Newton usó, es decir, obtener luz blanca y dividirla en sus diferentes colores usando un prisma. Sin embargo, en este caso, el holograma del arco iris incorpora la imagen de un objeto. Esta incorporación se denomina elemento óptico holográfico (HOE). El HOE realiza la misma función que el prisma para Newton, es decir, toma luz blanca encomendera y después la difracta en sus colores componentes, pero con el hecho que también puede ver un objeto allí. Por lo tanto, se crea una imagen que contiene bandas separadas de diferentes longitudes de ola, y estas bandas se dividen del mismo modo que un arco iris.

## Aplicaciones
Al considerar las aplicaciones actuales de la tecnología holográfica que permite la reconstrucción de uno el holograma de luz blanca, es decir, mostrar y ver hologramas utilizando una fuente de luz blanca común, los productos de consumo y los materiales publicitarios tienen que mencionarse primero.
La seguridad y la autenticación del producto parecen ser las áreas de cultivo más populares para el uso de hologramas, especialmente de hologramas reconstruidos con luz blanca. En términos generales, los hologramas pueden reconstruir una de las dos olas utilizadas para registrarlas, cuando se ilumina con la segunda. Esto significa la reconstrucción óptica del espacio 3D a partir de un registro 2D.
Por ejemplo, una variación muy popular es el holograma en relevo (embossed hologram). Tales hologramas se producen fácilmente en masa y a un coste muy bajo. La estructura holográfica se registra en un medio sensible a la luz (una fotorresistencia), que puede procesarse mediante grabado y se crea un relevo microscópico. Mediante electrodeposición de un metal (níquel) sobre el relevo, se realiza un estampado y se copia su relevo superficial al imprimirlo sobre otro material (por ejemplo, película base de poliéster, película termoplástica).
Pronto se dieron cuenta de que los hologramas podrían usarse como características de seguridad en documentos y productos valiosos y de este modo el holograma clásico se convirtió en el primero de una variedad de estructuras difractivas desarrolladas para frustrar la falsificación. Muchas de estas estructuras difractivas ya no pueden decirse hologramas en sentido estricto y algunas de ellas ya no están hechos por técnicas de interferencia láser, sino creadas por técnicas litográficas avances de fajo de electrones. Estos hologramas, es decir, elementos difractantes proporcionan un poderoso obstáculo para la falsificación. Uno puede encontrar hologramas en varios productos o en el empaque de productos, en billetes de banco, varios tipos de tarjetas, etc. Por ejemplo, casi todas las tarjetas de crédito llevan un holograma, lo cual es una buena señal que la holografía de seguridad ha demostrado ser muy efectiva. Hay varios tipos de etiquetas y calcomanías holográficas.

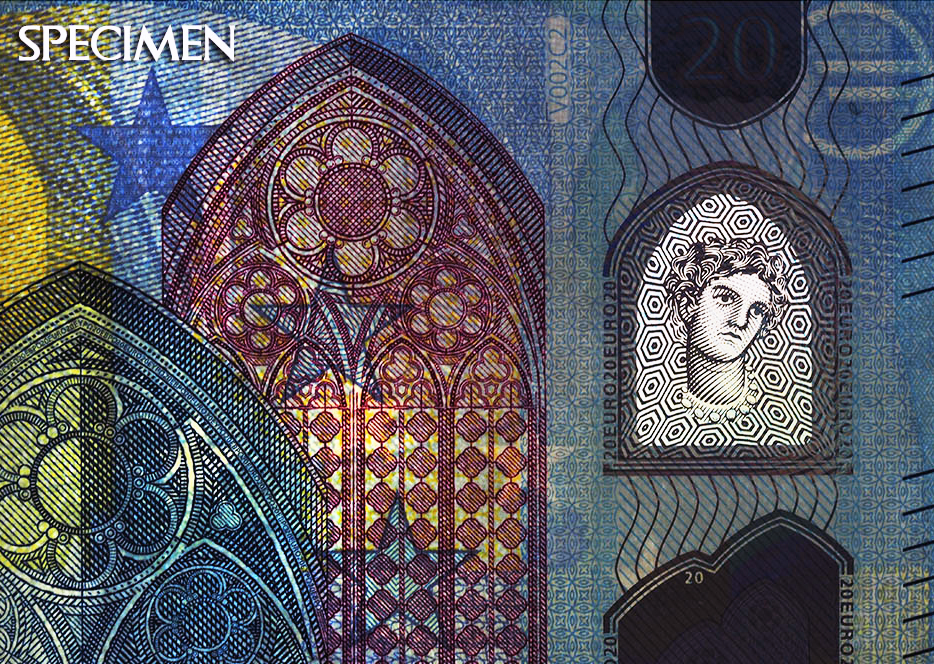
Ejemplo de holografía en un billete.

### Etiquetas holográficas
Las etiquetas holográficas están firmemente adheridas en el lugar deseado de un producto para verificar su autenticidad. Estas etiquetas no se pueden copiar, alterar, adaptar ni fabricar de manera fácil. Además, la información oculta se puede incrustar, visible solo en circunstancias especiales. Para aumentar la unicidad de las etiquetas holográficas, se utilizan otras técnicas específicas, por ejemplo, el grabado personalizado y reescritura de etiquetas. Para dar algunos ejemplos, las etiquetas holográficas se usan en varios tipos de tarjetas, ilustraciones, billetes de banco, cheques bancarios, empaques de productos para la protección de la marca, alcohol, cosméticos, etc.

### Pegatinas holográficas (HS)
La mayoría de ellos son autoadhesivos, lo cual también proporciona autenticación, seguridad y protección contra la falsificación. Para aumentar su nivel de seguridad, se utilizan varias técnicas. Algunos ejemplos son los puntos grabados con rayo láser (matriz de puntos HS), holograma de doble exposición de dos objetos desde dos direcciones (flip-flop HS) que muestra dos imágenes desde dos ángulos de visión diferentes, combinaciones de hologramas, micro información incluida, visible solo por lupa (micro texto / imagen HS), un texto oculto o una imagen invisible a simple vista pero visible por medio de un lector láser, los números de serie, etc.
Para minimizar la falsificación de los hologramas, se utilizan varios métodos durante la grabación. Es posible incluir información oculta o hacer que la imagen sea tan complicada que no merezca la pena duplicarla, considerando el tiempo y el dinero involucrado. Sin embargo, la información oculta es de gran valor solo si el tramposo no puede encontrarla o duplicarla. Por lo tanto, el uso efectivo de información oculta o cualquier tipo de imágenes complejas requiere algún tipo de dispositivo de lectura o descodificador relativamente simple y económico.
Los hologramas no son fáciles de falsificar si se incluye información variable como números de serie, información personal codificada o fechas o si están hechos de algunos materiales especiales. Las contramesuras combinadas también pueden ser otro enfoque efectivo.
Los hologramas en relevo proporcionaron nuevas audiencias, fabricados por millones en láminas de metal, se volvieron omnipresentes en aplicaciones de empaque, artes gráficas y seguridad. Los hologramas en relevo eran económicos, reduciendo el coste de las copias en ciento veces. Podrían producirse en masa de manera de confianza mediante el uso de una serie de técnicas patentadas. Y eran químicamente y mecánicamente estables, a diferencia de la mayoría de los materiales de hologramas anteriores que eran susceptibles a la rotura, la humedad o el envejecimiento. En conjunto, estas ventajas técnicas promovieron la aplicación generalizada de hologramas en relevo.
Por otro lado, su flexibilidad, particularmente en las portadas de revistas, causó cambios de color y distorsión de la imagen. Además, los hologramas generalmente se veían con iluminación no controlada, las imágenes podían aparecer borrosas o tenues. En respuesta a estas limitaciones, sus productores simplificaron progresivamente las imágenes. De este modo, tenían una calidad de imagen relativamente pobre. Sin embargo, estas características se consideraron un defecto grave para finalidades de imagen.
A pesar de todo esto, los hologramas se utilizan en publicidad para atraer compradores potenciales. Se pueden encontrar en portadas de revistas y libros. Los hologramas de pantalla se usan ampliamente donde sea necesario llegar a una audiencia (por ejemplo, en ferias comerciales, presentaciones). Los hologramas encontraron su lugar en la industria del entretenimiento (películas), se hicieron populares en el área de empaque y con fines promocionales.

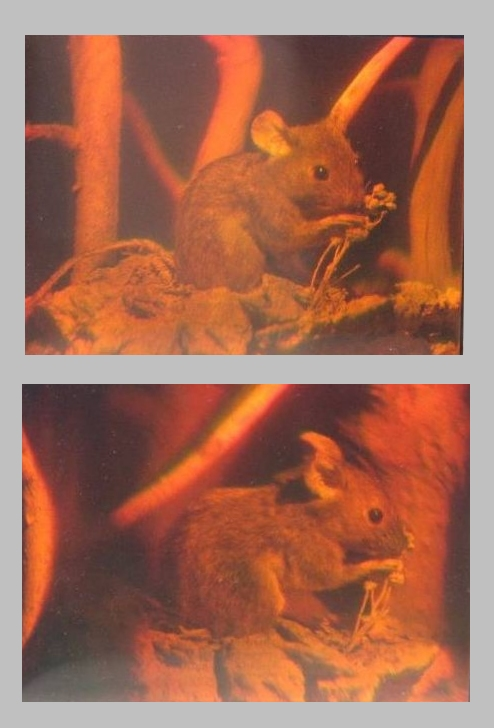
Ejemplo de holografía.

## Objetos holográficos
Hoy en día, el cuerpo no solo puede reaccionar a los hologramas, sino que ahora es posible sentarse en sofás holográficos, usar ropa holográfica e incluso comer chocolate holográfico. Durante mucho tiempo, los artistas han sido tomando elementos reales de nuestro mundo material y colocándolos en el mundo del holograma. Ahora vemos un interés en desarrollo para llevar hologramas a nuestro mundo para actuar como elementos materiales funcionales. Una empresa de diseño conceptual llamada Toolips tuvo una idea para hacer textiles hechos de "yan digital", con el objetivo de producir productos de estilo de vida como la alfombra holográfica.
De hecho, durante parte del 2018 y todo el 2019 estuvo mucho en tendencia el consumismo basado en la producción de material escolar con efectos holográficos. En la era de las redes sociales y la comunicación, se va virilizar el uso de estos productos. Cada tienda tenía que tener libretas, bolígrafos, carpetas e incluso camisetas utilizando esta técnica. Por otro lado, también se hizo muy recurrente seguir la tendencia de llevar las uñas con el mismo efecto. Uno de los motivos de este movimiento social es la influencia de la cultura asiática, basados en el futurismo y la moda extravagante.

## Pantalla holográfica multi-cromática de Fourier
La ventaja clave de aplicar el concepto de holografía del arco iris en una pantalla holográfica es la zona de visualización ampliada. Recientemente, se ha presentado una pantalla holográfica de arco iris de Fourier (FRHD) que utiliza una red de difracción de alta frecuencia y una fuente de LED blanco. En esta técnica, la grieta se implementa numéricamente en base de reducir el rango de frecuencia del holograma, mientras que el efecto arco iris se realiza a través de la multiplexación angular por el espectro de luz blanca disperso en la rejilla de difracción. La FRHD permite la reconstrucción de grandes objetos ortoscopicos en 3D. La pantalla proporciona vistas donde los colores y la resolución dependen de la dimensión y la posición de la pupila del observador. Por lo tanto, en la holografía del arco iris, la percepción visual juega un papel muy importante. En la FRHD, se reconstruye uno suele holograma con múltiples olas planas de diferentes longitudes de ola y el ojo recolecta reconstrucciones de un rango específico de longitudes de ola, que depende del tamaño y la posición de la pupila. Por lo tanto, el análisis WD de la FRHD no es sencillo.
Así pues, la FRHD es una combinación de la pantalla VW, una iluminación externa multicolor, y procesamiento numérico. A la pantalla de VW, un holograma grande puede ser observado suele cuando el ojo del observador se coloca exactamente en el posición del VW, que se forma alrededor del punto de enfoque de una lente de campo. La FRHD empra una rejilla de difracción en el módulo de iluminación para proporcionar iluminación SLM con diferentes ángulos de incidencia para diferentes componentes de longitud de ola. Como un resultado, para cada longitud de ola, la posición del VW se desplaza a lo largo del plan focal de una lente de campo. Esto forma el arco iris VW (RVW) y extiende la zona de visualización de la pantalla en direcciones verticales y longitudinales. A la pantalla de VW, cuando el ojo del observador está fuera del VW, no se observa ninguna representación. Por el contrario, la FRHD proporciona vistas de reconstrucción completa, también en una amplia gamma de las posiciones del observador. Para la generación del contenido holográfico del arco iris, se implementa el siguiente algoritmo da varios pasos. Primero, la distribución de la ola del objeto complejo se calcula o captura en el plan VW de la pantalla. Para el generación de hologramas de un objeto 3D, basado en puntos 3D, se utiliza el método CGH. Para la captura de hologramas de objetos reales se usa la captura de hologramas de Fourier sin lento. Después, para reducir el contenido de frecuencia espacial en dirección vertical, la ranura numérica se aplica al campo complejo de la ola del objeto. El siguiente paso es la propagación del avión VW al plan SLM. Y finalmente, la ola del objeto complejo se codifica en una fase donde solo aparece el holograma.

## Holografía aplicada al arte
Lo que fue más atractivo para los artistas que trabajan con el medio de la holografía fue que con este tipo de holograma (además de estar hecho de colores del arco iris) tenía la posibilidad de ser visible bajo luz blanca. Esto era significativamente más conveniente en el momento en que los láseres eran grandes y voluminosos y difíciles de transportar. Por lo tanto, los artistas usaron el medio de holografía del arco iris por esta razón y otros artistas usaron el medio porque apelaba a su interés en el color.
Artistas cómo Dieter Jung, Sally Webber, Margret Benyon, Doris Vila y Iku Nakamura, manipulan el espectro de luz y lo cristalizan porque el arco iris no esté sujete al aleatorietat del acontecimiento atmosférico. El arco iris aquí aparece deliberadamente para crear un paisaje visible desde un mundo invisible detrás del arco. Los artistas que usaron el medio cuando llegó por primera vez se van meravellar de los colores, lo cual permitió al espectador viajar al arco iris, para experimentar el color puro e interaccionar con la geometría y las composiciones. Y más recientemente, podemos ver la capacidad de llevar la idea de esta interacción cada vez más lejos en objetos holográficos y rendimiento. Un artista, Dieter Jung, utiliza principalmente el holograma del arco iris por sus propiedades de difracción de color. Utilizó el holograma para crear principalmente trabajos abstractos que imitaban el arco iris a través de momentos geométricos de color flotante.

### Holografía y la música
A la industria musical es muy habitual encontrar el uso de hologramas convencionales representante cantantes difuntos, creando la ilusión de un concierto. Pero lo que no es habitual es utilizar hologramas multicolor en las representaciones. Iku Nakamura pero, es quien crea un trabajo donde responde directamente a esta interacción. En su obra Rainbow Dance utiliza tecnologías interactivas de animación de patrones holográficos con sistema de iluminación múltiple sincronizado con música porque la luz emane del espectador. En este primer experimento en 1990, Nakamura combina música en este trabajo holográfico interactivo con el arco iris. Trabajó como controlar la luz y hacer que el holograma se mueva en una secuencia de ocho minutos con 30 luces diferentes. A medida que los espectadores se mueven de un lado a otro frente a los hologramas, bailan al ritmo de la música y ven imágenes personalizadas. El trabajo permite al espectador entrar plenamente en la experiencia con todo su cuerpo y sentidos, que se extiende más allá del visual.

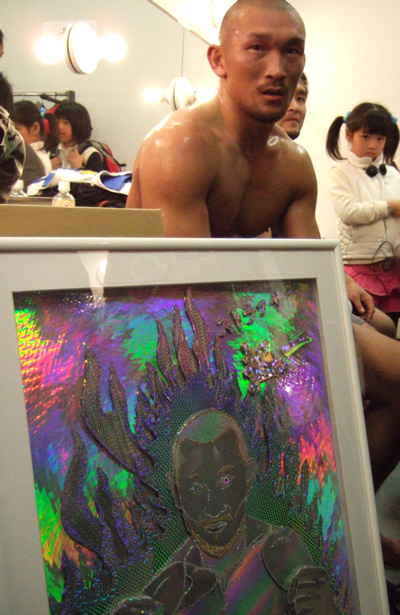
Ejemplo de retrato holográfico.

### Retratos holográficos
Es posible producir retratos holográficos con diferentes tipos de hologramas a partir de diferentes métodos: retrato de holograma de reflexión láser de polvo, retrato de estereografía hologràfica, retrato de holograma generado por computadora o retrato de holograma digital, etc. Si se desea un retrato hecho a partir de un modelo en vivo, se tiene que utilizar un láser de polvo. Esto se debe de al hecho que la grabación de objetos en vivo y animados solo se puede tomar con láser de polvo. En 1967, el primer retrato de holograma de polvo fue producido por el ingeniero eléctrico Lawrence D. Siebert (Taylor, 2012). Desde entonces, muchos científicos y artistas han producido retratos holográficos utilizando diferentes técnicas. En la década de 1990, Harriet Casdin-Silver, quién es una de las primeras artistas de holografía, utiliza técnicas de holograma por transmisión de luz blanca para sus retratos de estereografía hologràfics a gran escala (aproximadamente 1m) además de sus retratos de holograma de polvo. Alice (1990), Kathryn of Orange (1992), Corpse with Tie (1992), Ian (1994) y Selfportrait (1999) su ejemplos de sus retratos hologràfics. Alphons Schilling (1985), Boggs (1987), Retrato de Keith Haring (1990), Retrato de Rudie Berkhout (1990) y abril (1990) son los ejemplos de Ana María Nicholson, quién trabajó con el polos láser en muchas ocasiones.

### Holograma compuesto
Este concepto se utiliza para describir que más de un holograma puede yuxtaponerse o superponerse. Además, se los puede agregar otro objeto con diferentes formas. Los hologramas compuestos se basan en los principios del collage y el asemejado tal como se desarrollaron en las artes pictóricas y generalmente se usan para crear murales y composiciones de gran formato. A veces, para las obras en 3D se puede hablar como holoescultura. Ana María Nicholson creó algunos hologramas compuestos en las décadas de 1980 y 1990. Uno de ellos es Rudie (1988) en el que dos hologramas (una cara y una mano) se montaron en una misma superficie.

### Holograma de sombra
Esto solo se puede ejecutar con láser de ola continua. En este método, el objeto se coloca en la trayectoria del fajo de referencia, frente a la placa holográfica. Cuando se produce un diagrama de sombras en un solo paso, la imagen siempre es real (una proyección frente al medio), pero cuando se produce en dos pasos, se crean una imagen real y una virtual. Este proceso, relacionado con el dibujo fotogénico del inventor británico Fox Talbot y el fotograma del artista húngaro Moholy Nagy, fue redescubierto en 1918 por Christian Shad, quién lo nombró holograma de sombra.

### Holomontaje
Se utiliza un procedimiento de laboratorio en el cual se obtiene la imagen final ya sea colocando en capas más de una película o placa o utilizando múltiples exposiciones para crear trabajos holográficos. El holomontaje, que deriva su nombre de la fotografía, utiliza la superposición de película o yuxtaposiciones de varias partes de una imagen para crear una imagen final que tenga una cierta unidad.